# Palacio Hardegg
El Palacio Hardegg es un edificio en el primer distrito municipal de Viena, Innere Stadt, con la dirección Freyung 1.

## Historia
En 1847, el conde imperial Maximiliano Hardegg encargó a los arquitectos Johann Romano y August Schwendenwein que convirtieran el palacio en un palacio de alquiler en el estilo del historicismo temprano. Se trata, pues, de uno de los escasos ejemplos de palacio alquilado en el centro de la ciudad. El edificio predecesor más antiguo, el Admonter Hof, data del siglo XV. En 1572 se convirtió en Palacio Breuner, siguiéndole numerosas familias nobles: Palffy en 1670, Kaunitz en 1694, Metternich en 1797, Esterházy en 1805 y Colloredo-Mansfeld en 182.
Actualmente el edificio es propiedad de una fundación que dejó Karl Wlaschek en 2015.

## Descripción
La fachada relativamente estrecha de color verde claro que da a la Freyung no sugiere el tamaño del palacio que se extiende por dos patios interiores hasta el Palacio Ferstel. El edificio de 5 plantas tiene un zócalo rústico con ventanas de sillar de arco rebajado que se han abierto para formar portales de tiendas. Un friso prominente separa los cuatro pisos superiores de sillería de la zona del zócalo. Los ejes central y lateral están acentuados en el Beletage por balcones sobre ménsulas dobles que se apoyan en franjas de pilastras con almohadillado. Las ventanas están enmarcadas con pilastras corintias y la ventana central, una ventana triple, tiene un techo de frontón triangular abocinado con una cartela armorial. En el eje central, las ventanas de los pisos superiores son dobles. Mientras que el último piso tiene ventanas con arcos de medio punto y cubiertas de ventanas, todas las demás ventanas tienen esquinas redondeadas y cubiertas rectas. Las cornisas de los cinturones y una enorme cornisa con un bello diseño ornamental acentúan la horizontalidad.